# Calciatore dell'anno (Fær Øer)
Il premio di Calciatore dell'anno nelle Fær Øer è un premio assegnato al miglior giocatore (di qualunque nazionalità) militante nel campionato faroese di calcio nell'anno solare di riferimento.

## Albo d'oro
- 1995 - John Petersen
- 2000 - Rúni Nolsøe
- 2001 - Fróði Benjaminsen
- 2002 - Andrew av Fløtum
- 2003 - Pól Thorsteinsson
- 2004 - Súni Olsen
- 2005 - Jákup Mikkelsen
- 2006 - Jákup á Borg
- 2007 -  Nenad Stankovic
- 2008 - Arnbjørn Hansen
- 2009 - Fróði Benjaminsen
- 2010 - Fróði Benjaminsen
- 2011 -  Łukasz Cieślewicz
- 2012 -  Clayton
- 2013 - Fróði Benjaminsen
- 2014 -  Adeshina Lawal
- 2015 -  Łukasz Cieślewicz
- 2016 - Sølvi Vatnhamar
- 2017 - Sølvi Vatnhamar
- 2018 - Adrian Justinussen
- 2019 - Jóannes Bjartalíð